# 928 до н. е.

## Події
- За однією з версій, на престол Юдеї вступає Ровоам.

## Померли
- Цар Соломон.